# NGC 4340
NGC 4340 là tên của một thiên hà hình hạt đậu có thanh chắn kép nằm trong chòm sao Hậu Phát. Khoảng cách của nó với chúng ta là khoảng xấp xỉ 55 triệu năm ánh sáng. Ngày 21 tháng 3 năm 1784, nhà thiên văn học người Anh gốc Đức William Herschel phát hiện ra nó và thiên hà này nằm trong cụm Xử Nữ. NGC 4340 và NGC 4350 nhìn chung được xem là là một cặp thiên hà.

## Đặc tính
NGC 4340 có một thanh chắn nhỏ nằm trong cái đai sáng ở vùng trung tâm. Và thậm chí mặc dù cái đai này phát sáng, nhưng hề không có khu vực nào có sự hình thành sao. Có lẽ là do cái đai này đã qua giai đoạn hình thành sao bởi vì nó chỉ có những ngôi sao già đang ở trong môi trường nghèo chất khí. Màu sắc của khu vực bao quanh điểm phình của thiên hà này giống hệt như cấu trúc đai bên trên. Điều này cho thấy đó có thể là một tàn dư của giai đoạn hình thành sao trước đó. Có một cấu trúc thanh chắn băng qua cấu trúc đai, ở điểm cuối của nó là một tinh vân. Quan sát kĩ, thanh chắn này và thanh chắn ở vùng trung tâm hơi lệch nhau, đó có thể là do chúng quay độc lập chứ không quay cùng nhau. Còn thanh chắn chính của thiên hà kết nối với một cấu trúc đai khác lớn hơn hai cấu trúc trên.
Ngoài ra, một siêu tân tinh tên là SN 1977A được phát hiện là bên trong NGC 4340 và loại của nó thì không được xác định.

## Dữ liệu hiện tại
Theo như quan sát, đây là thiên hà nằm trong chòm sao Hậu Phát và dưới đây là một số dữ liệu khác:
Xích kinh 12h 23m 35.3s
Độ nghiêng 16° 43′ 20″
Giá trị dịch chuyển đỏ 0.003112/933 km/s
Cấp sao biểu kiến 12.10
Kích thước biểu kiến 3.5 x 2.8
Loại thiên hà SB0^+(r) 